# Grógaldr

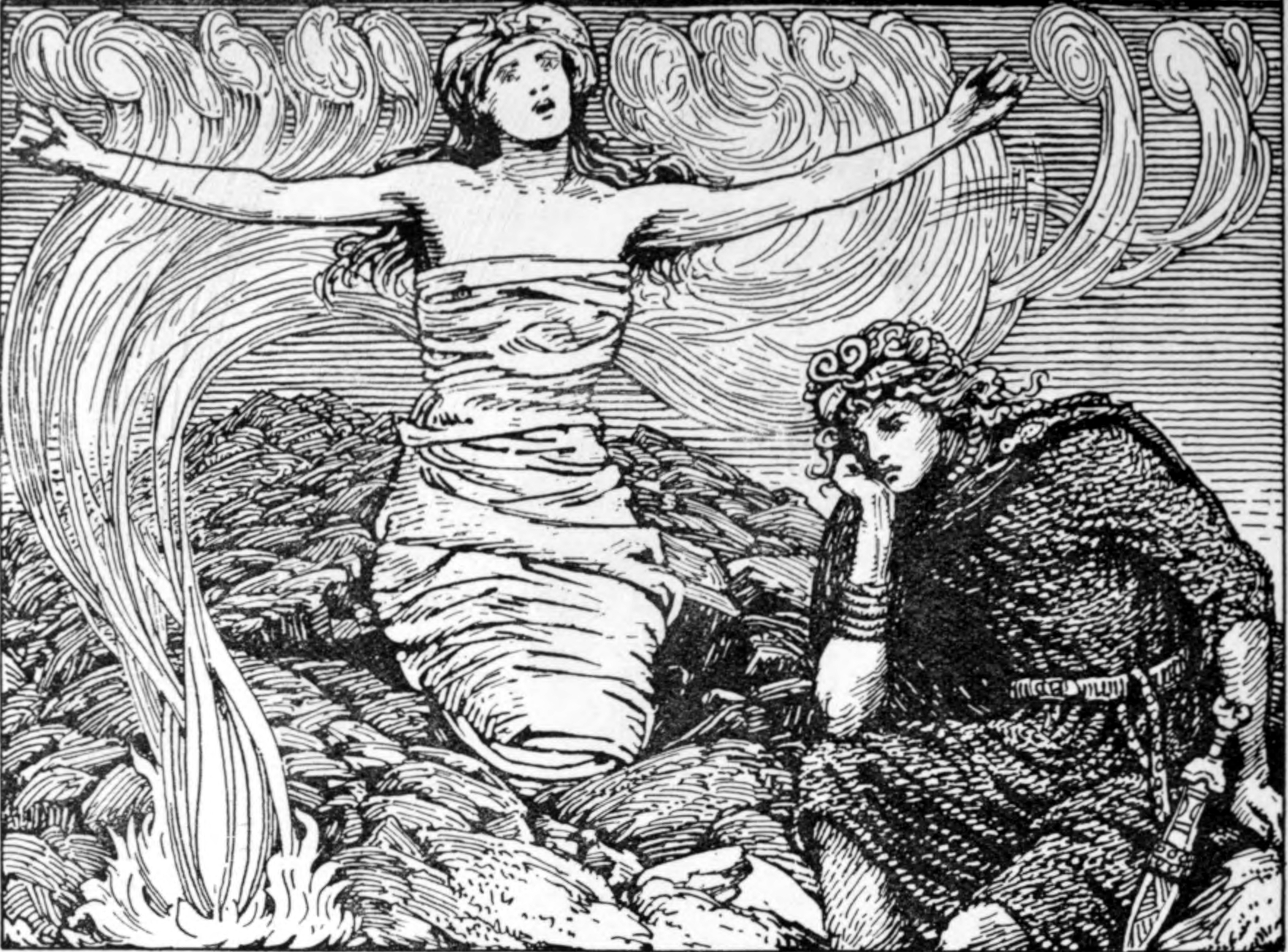
Incantation de Gróa de W. G. Collingwood

Le Grógaldr, « l'incantation de Gróa », est un poème rattaché au recueil de textes de mythologie nordique Edda Poétique, trouvé dans plusieurs manuscrits du XVIIe siècle. Plusieurs éditions récentes regroupent ce poème avec un autre appelé Fjölsvinnsmál sous le titre global de Svipdagsmál (les dits de Svipdagr), car ces deux poèmes mettent en scène le même Svipdagr et constituent en quelque sorte une suite. 
Le poème comprend 16 strophes et met en scène une mère völva, Gróa, qui récite des galdrar, des charmes magiques, à son fils Svipdagr qui le lui demande, pour lui assurer du succès dans sa quête. Dans la première strophe, on apprend que Svipdagr ressuscite sa mère hors de sa tombe pour lui demander de l'aide.
| Sonr kvað: 1. Vaki þú, Gróa, vaki þú, góð kona, vek ek þik dauðra dura; ef þú þat mant, at þú þinn mög bæðir til kumbldysjar koma. | Svipdagr chante: 1. Éveille-toi, Gróa, Éveille-toi, excellente femme, Je t'éveille aux portes de la mort, Si tu te rappelles Que tu prias ton fils De venir au tertre. |  |

On apprend que la belle-mère de Svipdagr lui a ordonné de trouver Menglöd pour l'épouser, chose qu'il considère impossible comme il le dit à la strophe 3 :
| þar bað hon mik koma, er kvæmtki veit, móti Menglöðu. | Elle m'ordonna d'aller Là où nul n'en a loisir, Trouver Menglöd. |  |

Svipdagr demande à sa mère qu'elle incante les incantations secourables. Gróa s'exécute et lui chante neuf sorts magiques, ou incantations, pour le protéger dans ses divers périples. Le poème fera plusieurs références aux puissances divines et mythologiques ce qui supposerait des origines païennes à ce poème malgré son écriture tardive (XIIe siècle au plus tôt) qui révèle tout de même des touches chrétiennes.